# Rów Górnej Nysy

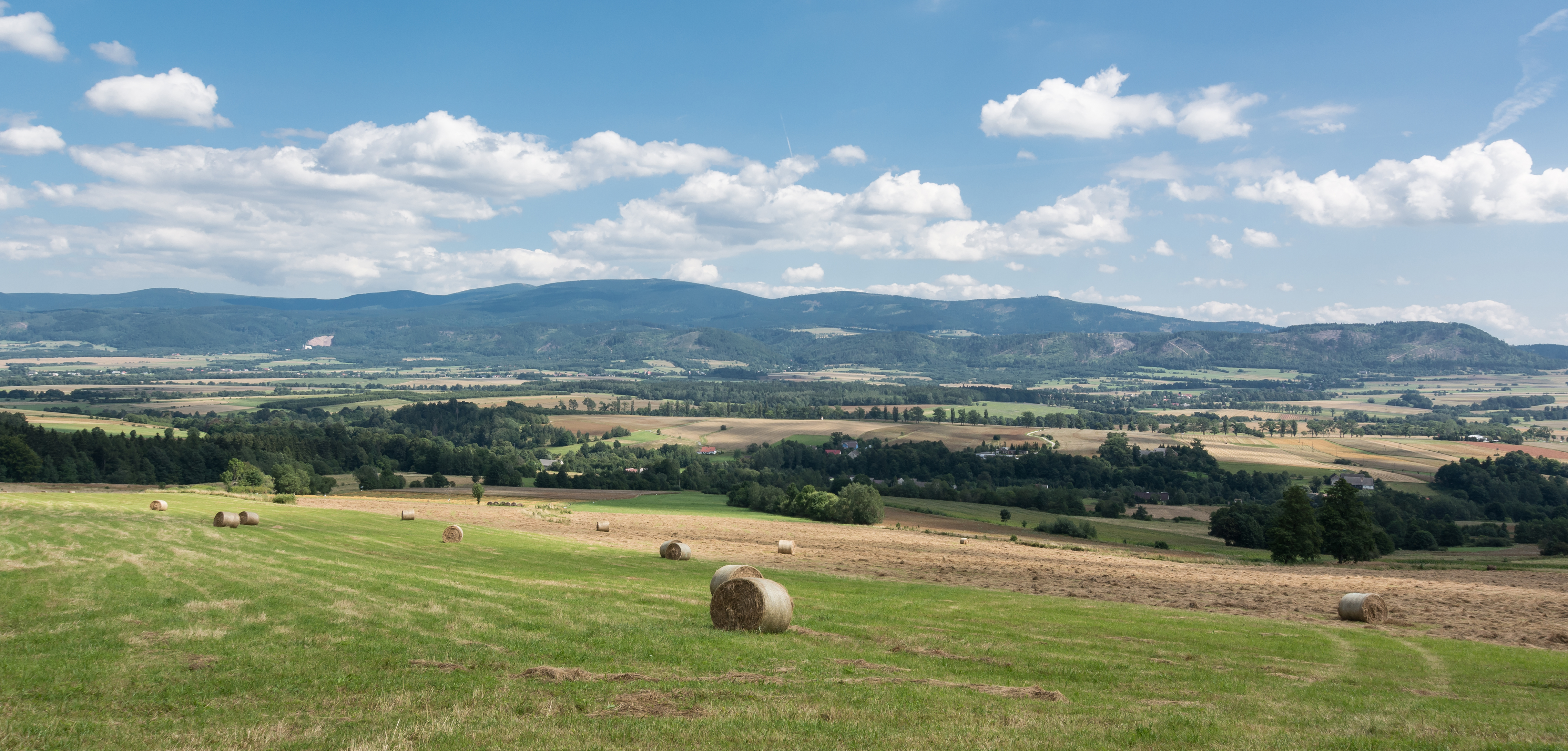
Południowa część Rowu Górnej Nysy, w tle jest Masyw Śnieżnika

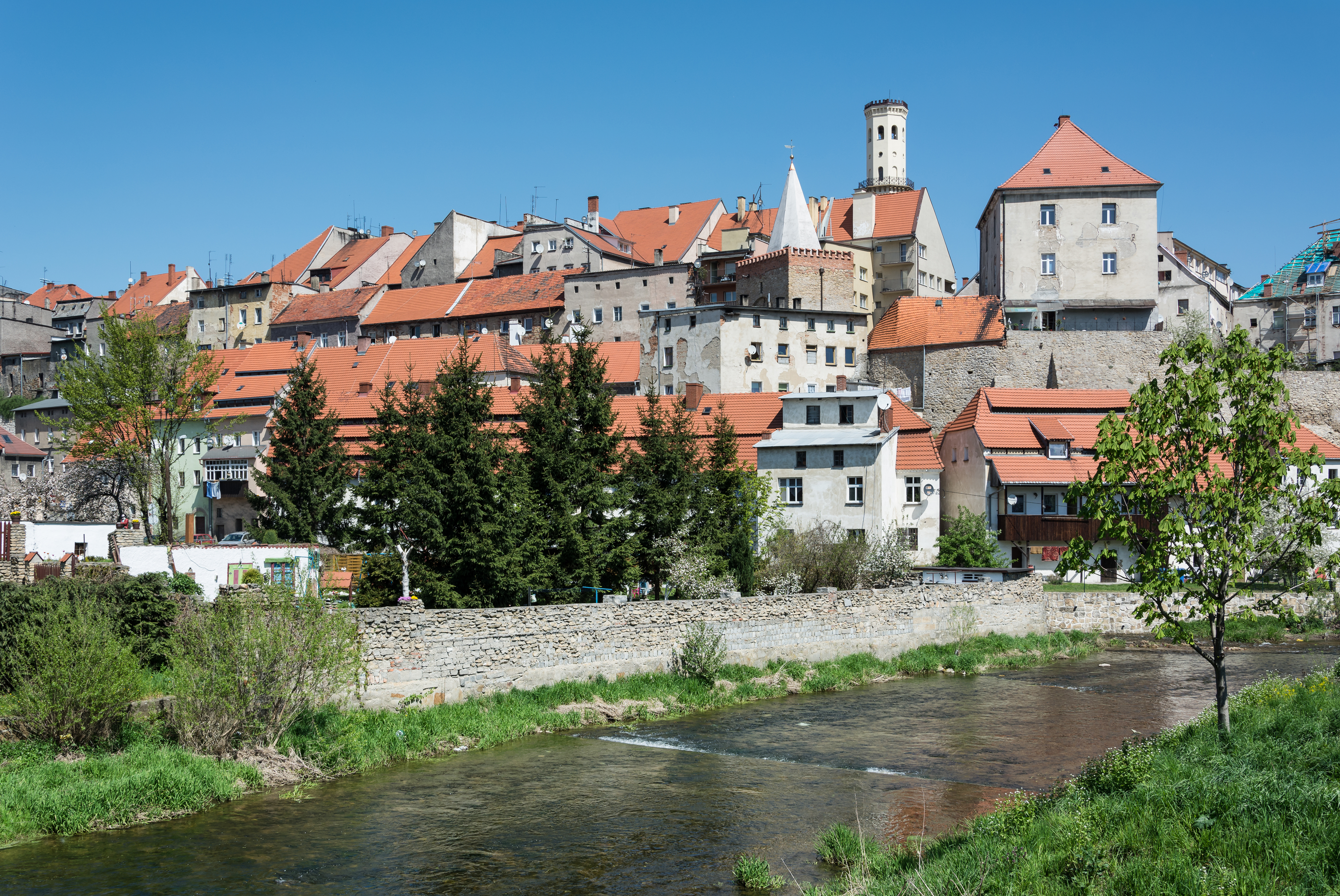
Nysa Kłodzka w Bystrzycy Kłodzkiej

Rów Górnej Nysy (332.55) – kraina geograficzna w Sudetach Środkowych, jego główne miasto to Bystrzyca Kłodzka.

## Położenie
Rów Górnej Nysy jest otoczony przez Góry Stołowe i Góry Bystrzyckie od zachodu oraz Masyw Śnieżnika od wschodu. Na północy łączy się z Kotliną Kłodzką. Na południu, po stronie czeskiej jego przedłużeniem jest Kralická brázda. Ta ostatnia otoczona jest przez Góry Orlickie, Wyżynę Zabrzeską i wyżynę Hanušovická vrchovina. Rów Górnej Nysy wraz z Kotliną Kłodzką i otaczającymi pasmami górskimi tworzy krainę historyczną zwaną ziemia kłodzka.
Niektórzy geografowie włączali Rów Górnej Nysy do Kotliny Kłodzkiej (np. J. Kondracki 332.54). W 2018 opublikowano nowe granice regionów geograficznych, zgodnie z którymi Rów Górnej Nysy stanowi oddzielny mezoregion.

## Podział na mikroregiony
W skład Rowu Górnej Nysy wchodzą następujące mikroregiony:
- Wysoczyzna Łomnicy,
- Obniżenie Bystrzycy Kłodzkiej,
- Wysoczyzna Idzikowa,
- Wysoczyzna Międzylesia.

## Budowa geologiczna
Rów ten jest wyraźnym, kilkukilometrowej szerokości obniżeniem tektonicznym w Sudetach Środkowych. Czeska część rowu Górnej Nysy nazywa się Králický uval. Jest naturalną granicą oddzielającą Sudety Środkowe (Góry Bystrzyckie) od Sudetów Wschodnich (Masyw Śnieżnika). Oddziela metamorfik bystrzycko-orlicki od metamorfiku Lądka i Śnieżnika. Pod względem geograficznym w zasadzie pokrywa się z mezoregionem o takiej samej nazwie – Rowem Górnej Nysy.
Obniżenie powstało w wyniku ruchów górotwórczych, które doprowadziły do wydźwignięcia sąsiednich masywów górskich ponad uprzednio istniejącą powierzchnię zrównania. Na powierzchni odwadniane przez Nysę Kłodzką i jej górne dopływy. Stanowi wygodny szlak transportowy przecinający Sudety i łączący północ z południem. Głównym miastem jest Bystrzyca Kłodzka, mniejsze miejscowości to: Międzygórze, Międzylesie, Boboszów.
Pod względem geologicznym prawie pokrywa się z jednostką geologiczną o takiej samej nazwie – rowem Górnej Nysy. Podłoże zbudowane ze skał metamorficznych wieku paleozoicznego, a sam rów z piaskowców i mułowców, podrzędnie zlepieńców górnokredowych. Przykryty jest kenozoicznymi piaskami, żwirami, iłami, glinami oraz lessami.

## Wody
Przez środek Rowu Górnej Nysy przepływa Nysa Kłodzka.

## Miejscowości
W obrębie Rowu Górnej Nysy położone są następujące miejscowości lub ich części (w podziale na mikroregiony):
- Wysoczyzna Łomnicy: Nowa Łomnica, Ponikwa, Stara Bystrzyca, Stara Łomnica, Starków, Starkówek, Szklarka, Wyszki;
- Obniżenie Bystrzycy Kłodzkiej: Bystrzyca Kłodzka, Długopole Dolne, Długopole Górne, Długopole-Zdrój, Domaszków, Gorzanów, Jaworek, Marianówka, Mielnik, Niedźwiedna, Pławnica, Stary Waliszów, Wilkanów, Zabłocie;
- Wysoczyzna Idzikowa: Idzików, Kamienna, Nowy Waliszów;
- Wysoczyzna Międzylesia: Międzylesie, Dolnik, Gajnik, Goworów, Michałowice, Nagodzice, Nowa Wieś, Pisary, Roztoki, Smreczyna.